# Ал-Фа-д'Ампурда
Ал-Фа-д'Ампурда́ (кат. El Far d'Empordà) — муніципалітет, розташований в Автономній області Каталонія, в Іспанії. Знаходиться у районі (кумарці) Ал Ампурда провінції Жирона, згідно з новою адміністративною реформою перебуватиме у складі баґарії Жирона.

## Назва муніципалітету
Літературною каталанською та у багатьох діалектах у слові «far» кінцева -r може як вимовлятися, так і не вимовлятися, тому назва муніципалітету може транскрибуватися двома способами. Назва міста походить від латинського слова «pharus», що означає «маяк».

## Населення
Населення міста (у 2007 р.) становить 510 осіб (з них менше 14 років — 18,6%, від 15 до 64 — 64,7%, понад 65 років — 16,7%). У 2006 р. народжуваність склала 9 осіб, смертність — 5 осіб, зареєстровано 3 шлюби. У 2001 р. активне населення становило 193 особи, з них безробітних — 12 осіб.

Серед осіб, які проживали на території міста у 2001 р., 307 народилися в Каталонії (з них 263 особи у тому самому районі, або кумарці), 61 особа приїхала з інших областей Іспанії, а 19 осіб приїхало з-за кордону. 

Університетську освіту має 7,6% усього населення. 

У 2001 р. нараховувалося 141 домогосподарство (з них 27% складалися з однієї особи, 24,1% з двох осіб,19,9% з 3 осіб, 17% з 4 осіб, 6,4% з 5 осіб, 2,8% з 6 осіб, 0,7% з 7 осіб, 1,4% з 8 осіб і 0,7% з 9 і більше осіб).

Активне населення міста у 2001 р. працювало у таких сферах діяльності : у сільському господарстві — 13,8%, у промисловості — 18,2%, на будівництві — 19,9% і у сфері обслуговування — 48,1%. 

 У муніципалітеті або у власному районі (кумарці) працює 119 осіб, поза районом — 111 осіб.

### Безробіття
У 2007 р. нараховувалося 11 безробітних (у 2006 р. — 14 безробітних), з них чоловіки становили 36,4%, а жінки — 63,6%.

## Економіка

### Підприємства міста

#### Промислові підприємства
| \| Промислові підприємства міста, за сферою діяльності \| Промислові підприємства міста, за сферою діяльності \| Промислові підприємства міста, за сферою діяльності \| \| Рік \| 2002 р. \| 2001 р. \| \| --------------------------------------------------- \| --------------------------------------------------- \| --------------------------------------------------- \| \| Енергетичні та водні ресурси \| 20% \| 20% \| \| Хімія та метали \| 20% \| 20% \| \| Переробка металів \| 20% \| 20% \| \| Продукти харчування \| 40% \| 40% \| \| Текстиль \| 0% \| 0% \| \| Виробництво меблів, видання \| 0% \| 0% \| \| Інше \| 0% \| 0% \| \| Усього підприємств \| 5 \| 5 \| |         |         |
| Промислові підприємства міста, за сферою діяльності |         |         |
| Рік | 2002 р. | 2001 р. |
| Енергетичні та водні ресурси | 20%     | 20%     |
| Хімія та метали | 20%     | 20%     |
| Переробка металів | 20%     | 20%     |
| Продукти харчування | 40%     | 40%     |
| Текстиль | 0%      | 0%      |
| Виробництво меблів, видання | 0%      | 0%      |
| Інше | 0%      | 0%      |
| Усього підприємств | 5       | 5       |

#### Роздрібна торгівля
| \| Підприємства роздрібної торгівлі міста, за сферою діяльності \| Підприємства роздрібної торгівлі міста, за сферою діяльності \| Підприємства роздрібної торгівлі міста, за сферою діяльності \| \| Рік \| 2002 р. \| 2001 р. \| \| ------------------------------------------------------------ \| ------------------------------------------------------------ \| ------------------------------------------------------------ \| \| Продукти харчування \| 0% \| 0% \| \| Одяг та взуття \| 50% \| 50% \| \| Товари для дому \| 0% \| 0% \| \| Книги та періодичні видання \| 0% \| 0% \| \| Промислова хімічна продукція \| 0% \| 0% \| \| Продукція, пов'язана з транспортними засобами \| 0% \| 0% \| \| Інше \| 50% \| 50% \| \| Усього підприємств \| 2 \| 2 \| |         |         |
| Підприємства роздрібної торгівлі міста, за сферою діяльності |         |         |
| Рік | 2002 р. | 2001 р. |
| Продукти харчування | 0%      | 0%      |
| Одяг та взуття | 50%     | 50%     |
| Товари для дому | 0%      | 0%      |
| Книги та періодичні видання | 0%      | 0%      |
| Промислова хімічна продукція | 0%      | 0%      |
| Продукція, пов'язана з транспортними засобами | 0%      | 0%      |
| Інше | 50%     | 50%     |
| Усього підприємств | 2       | 2       |

#### Сфера послуг
| \| Підприємства міста, що працюють у сфері послуг, за діяльністю \| Підприємства міста, що працюють у сфері послуг, за діяльністю \| Підприємства міста, що працюють у сфері послуг, за діяльністю \| \| Рік \| 2002 р. \| 2001 р. \| \| ------------------------------------------------------------- \| ------------------------------------------------------------- \| ------------------------------------------------------------- \| \| Гуртова торгівля \| 13,3% \| 7,1% \| \| Готелі та готельний бізнес \| 33,3% \| 35,7% \| \| Транспорт та зв'язок \| 6,7% \| 7,1% \| \| Посередницькі фінансові послуги \| 0% \| 0% \| \| Послуги підприємствам \| 13,3% \| 14,3% \| \| Послуги фізичним особам \| 26,7% \| 35,7% \| \| Нерухомість та ін. \| 6,7% \| 0% \| \| Усього підприємств \| 15 \| 14 \| |         |         |
| Підприємства міста, що працюють у сфері послуг, за діяльністю |         |         |
| Рік | 2002 р. | 2001 р. |
| Гуртова торгівля | 13,3%   | 7,1%    |
| Готелі та готельний бізнес | 33,3%   | 35,7%   |
| Транспорт та зв'язок | 6,7%    | 7,1%    |
| Посередницькі фінансові послуги | 0%      | 0%      |
| Послуги підприємствам | 13,3%   | 14,3%   |
| Послуги фізичним особам | 26,7%   | 35,7%   |
| Нерухомість та ін. | 6,7%    | 0%      |
| Усього підприємств | 15      | 14      |

## Житловий фонд
У 2001 р. 0,7% усіх родин (домогосподарств) мали житло метражем до 59 м², 23,4% — від 60 до 89 м², 27,7% — від 90 до 119 м² і
48,2% — понад 120 м².

З усіх будівель у 2001 р. 11,7% було одноповерховими, 75,3% — двоповерховими, 12,3
% — триповерховими, 0,6% — чотириповерховими, 0% — п'ятиповерховими, 0% — шестиповерховими,
0% — семиповерховими, 0% — з вісьмома та більше поверхами.

## Автопарк
| \| Автомобілі, зареєстровані у місті, за призначенням \| Автомобілі, зареєстровані у місті, за призначенням \| Автомобілі, зареєстровані у місті, за призначенням \| \| Рік \| 2006 р. \| 2005 р. \| \| -------------------------------------------------- \| -------------------------------------------------- \| -------------------------------------------------- \| \| Приватні автомобілі \| 54,3% \| 57,8% \| \| Мотоцикли \| 8,5% \| 7,6% \| \| Вантажівки \| 30,9% \| 28,6% \| \| Трактори \| 0,8% \| 1% \| \| Автобуси та ін. \| 5,5% \| 5% \| \| Усього автомобілів \| 473 шт. \| 500 шт. \| |         |         |
| Автомобілі, зареєстровані у місті, за призначенням |         |         |
| Рік | 2006 р. | 2005 р. |
| Приватні автомобілі | 54,3%   | 57,8%   |
| Мотоцикли | 8,5%    | 7,6%    |
| Вантажівки | 30,9%   | 28,6%   |
| Трактори | 0,8%    | 1%      |
| Автобуси та ін. | 5,5%    | 5%      |
| Усього автомобілів | 473 шт. | 500 шт. |

## Вживання каталанської мови
У 2001 р. каталанську мову у місті розуміли 98,4% усього населення (у 1996 р. — 98,2%), вміли говорити нею 81,5% (у 1996 р. — 
83,6%), вміли читати 74,1% (у 1996 р. — 70,3%), вміли писати 44,6
% (у 1996 р. — 29,7%). Не розуміли каталанської мови 1,6%.

## Політичні уподобання
У виборах до Парламенту Каталонії у 2006 р. взяло участь 224 особи (у 2003 р. — 217 осіб). Голоси за політичні сили розподілилися таким чином:
| \| Вибори до Парламенту Каталонії \| Вибори до Парламенту Каталонії \| Вибори до Парламенту Каталонії \| \| Рік \| 2006 р. \| 2003 р. \| \| -------------------------------------- \| ------------------------------ \| ------------------------------ \| \| Конвергенція та Єднання (CiU) \| 37,1% \| 41,5% \| \| Соціалістична партія Каталонії (PSC) \| 26,8% \| 28,6% \| \| Народна партія (PP) \| 5,8% \| 5,1% \| \| Ініціатива за зелену Каталонію (IC) \| 8% \| 3,2% \| \| Республіканська лівиця Каталонії (ERC) \| 16,5% \| 18% \| \| Громадянська партія (C's) \| 0,9% \| 0% \| \| Інші \| 4,9% \| 3,7% \| |         |         |
| Вибори до Парламенту Каталонії |         |         |
| Рік | 2006 р. | 2003 р. |
| Конвергенція та Єднання (CiU) | 37,1%   | 41,5%   |
| Соціалістична партія Каталонії (PSC) | 26,8%   | 28,6%   |
| Народна партія (PP) | 5,8%    | 5,1%    |
| Ініціатива за зелену Каталонію (IC) | 8%      | 3,2%    |
| Республіканська лівиця Каталонії (ERC) | 16,5%   | 18%     |
| Громадянська партія (C's) | 0,9%    | 0%      |
| Інші | 4,9%    | 3,7%    |

У муніципальних виборах у 2007 р. взяло участь 208 осіб (у 2003 р. — 195 осіб). Голоси за політичні сили розподілилися таким чином:
| \| Муніципальні вибори \| Муніципальні вибори \| Муніципальні вибори \| \| Рік \| 2007 р. \| 2003 р. \| \| -------------------------------------- \| ------------------- \| ------------------- \| \| Конвергенція та Єднання (CiU) \| 0% \| 0% \| \| Соціалістична партія Каталонії (PSC) \| 100% \| 100% \| \| Народна партія (PP) \| 0% \| 0% \| \| Ініціатива за зелену Каталонію (IC) \| 0% \| 0% \| \| Республіканська лівиця Каталонії (ERC) \| 0% \| 0% \| \| Громадянська партія (C's) \| 0% \| 0% \| \| Інші \| 0% \| 0% \| |         |         |
| Муніципальні вибори |         |         |
| Рік | 2007 р. | 2003 р. |
| Конвергенція та Єднання (CiU) | 0%      | 0%      |
| Соціалістична партія Каталонії (PSC) | 100%    | 100%    |
| Народна партія (PP) | 0%      | 0%      |
| Ініціатива за зелену Каталонію (IC) | 0%      | 0%      |
| Республіканська лівиця Каталонії (ERC) | 0%      | 0%      |
| Громадянська партія (C's) | 0%      | 0%      |
| Інші | 0%      | 0%      |